# Marianne Timmer
Maria Aaltje "Marianne" Timmer (ur. 3 października 1974 w Hoogezand-Sappemeer) – holenderska łyżwiarka szybka, trzykrotna mistrzyni olimpijska i wielokrotna medalistka mistrzostw świata.

## Kariera
Pierwszy sukces w karierze Marianne Timmer osiągnęła w 1994 roku, kiedy zdobyła brązowy medal w wieloboju podczas mistrzostw świata juniorów w Berlinie. Trzy lata później, podczas dystansowych mistrzostw świata w Warszawie zdobyła złoty medal w biegu na 1000 m i brązowy na 1500 m. W 1998 roku wystąpiła na igrzyskach olimpijskich w Nagano, zwyciężając na obu tych dystansach. Na dystansowych mistrzostwach świata w Heerenveen wygrała bieg na 1000 m, a na dwukrotnie krótszym dystansie była trzecia za Catrioną Le May Doan z Kanaady i Rosjanką Swietłaną Żurową. Kolejne medale zdobyła na rozgrywanych rok później mistrzostwach świata w Nagano zajęła drugie miejsce w biegu na 1000 m, przegrywając tylko z Niemką Monique Garbrecht. W tym samym roku była też trzecia podczas mistrzostw świata w wieloboju sprinterskim w Seulu, ulegając jedynie Monique Garbrecht i Amerykance Chris Witty. Starty na igrzyskach olimpijskich w Salt Lake City w 2002 roku nie przyniosły jej medalu. W swoim najlepszym występie, biegu na 1000 m, zajęła czwartą pozycję, przegrywając walkę o medal z Jennifer Rodriguez z USA. Również w sezonie 2002/2003 Holenderka nie stanęła na podium żadnej międzynarodowej imprezy, jednak już w 2004 roku zwyciężyła na sprinterskich mistrzostwach świata w Nagano. Niecałe dwa miesiące później zdobyła srebrny medal na swym koronnym dystansie podczas dystansowych mistrzostw świata w Seulu, rozdzielając na podium Niemkę Anni Friesinger i Kanadyjkę Cindy Klassen. W biegu na 1000 m zajęła też trzecie miejsce na dystansowych mistrzostwach świata w Inzell w 2005 roku, gdzie na podium stanęły też jej rodaczka Barbara de Loor i Anni Friesinger. Ostatni medal zdobyła podczas igrzysk w Turynie w 2006 roku, gdzie zwyciężyła w biegu na 1000 m, wyprzedzając Chris Witty i Catrionę Le May Doan. Wielokrotnie stawała na podium zawodów Pucharu Świata, odnosząc przy tym trzynaście zwycięstw. W sezonie 2003/2004 zajęła drugie miejsce w klasyfikacjach końcowych 500 m i 1000 m, a sezon 2004/2005 ukończyła na trzeciej pozycji w klasyfikacji 1000 m.
Ustanowiła dwa rekordy świata.
W latach 2001–2003 jej mężem był amerykański panczenista i trener Peter Mueller. W 2012 roku wyszła za mąż za byłego piłkarza, Henka Timmera (zbieżność nazwisk przypadkowa).

## Osiągnięcia

### Igrzyska olimpijskie
- Nagano 1998
  - złoto (1000 m); złoto (1500 m); 6. (500 m)
- Salt Lake City 2002
  - 4. (1000 m); 8. (500 m); 21. (1500 m)
- Turyn 2006
  - złoto (1000 m); 14. (1500 m); DQ (500 m)

### Mistrzostwa świata
- Mistrzostwa świata w wieloboju sprinterskim
  - złoto – 2004
  - brąz – 2000
- Mistrzostwa świata na dystansach
  - złoto – 1997 (1500 m); 1999 (1500 m)
  - srebro – 2000 (1000 m); 2004 (1000 m)
  - brąz – 1997 (1500 m); 1999 (500 m)